# José Gómez Ocaña
José Gómez Ocaña (Màlaga, 28 d'octubre de 1860 - Madrid, 26 de juliol de 1919) va ser un metge espanyol pioner en la recerca experimental dels centres òptics en l'escorça cerebral. Va ser acadèmic de la Reial Acadèmia de Ciències Exactes, Físiques i Naturals i de la Reial Acadèmia Nacional de Medicina. La seva importància històrica radica en la seva activitat docent, ja que complementava la seva dedicació a la pràctica experimental amb un sòlid fonament teòric basat en un coneixement rigorós de la bibliografia internacional més actualitzada.

## Biografia
Va estudiar medicina en la Universitat de Granada, llicenciant-se en 1882. Va completar la seva formació en fisiologia de forma autodidacta, ja que la facultat mancava de catedràtic en la disciplina. Després d'intentar exercir com a metge rural, es va traslladar en 1885 a Madrid com a ajudant en la Facultat de Medicina. En 1886 va guanyar les oposicions a la càtedra de fisiologia en la Facultat de Medicina de la Universitat de Cadis, ja que va ocupar durant vuit anys. Durant aquest temps, va publicar les seves primeres monografies, centrades en la fisiologia circulatòria i cerebral, i, entre altres treballs, alguns articles de síntesis sobre la fisiologia digestiva.
En 1894 obté la càtedra de fisiologia de la Universitat de Madrid, que ocuparà fins a la seva mort. Publica en 1896 el compendi Fisiología humana teórica y experimental que va assolir cinc edicions en vint anys. Publica a més diversos treballs i participa a diversos congressos internacionals. El 1900 va ingressar com a acadèmic a la Reial Acadèmia Nacional de Medicina i el 1903 fou elegit acadèmic de la Reial Acadèmia de Ciències Exactes, Físiques i Naturals, ingressant l'any següent amb el discurs Gobierno nervioso del corazón. El 1909 també va presidir la Reial Societat Espanyola d'Història Natural i el 1914 fou escollit senador per la Universitat de Madrid, tot i que ne 1916 passà a ser senador vitalici.
En els seus últims anys, es va dedicar a l'estudi experimental de les accions dels ions calci, sodi, magnesi i potassi, així com la vida de Miguel de Cervantes. També va redactar l'article sobre el magnesi al Dictionnaire de physiologie (1895-1923) dirigit per Charles Richet.

## Obres
- Nuevas investigaciones sobre el tiroides y la medicación tiroidea (1895)
- Fisiología humana teórica y experimental (1896)
- Antagonismo entre el magnesio, el calcio y el bario (1911)
- Inhibición cardiaca y shock (1911)
- Los alimentos minerales (1914)
- Historia clínica de Cervantes
- Trato higiénico del español en el siglo de don Quijote
- Vida de Miguel de Cervantes Saavedra